# After eight
After eight (hr. Poslije osam) je slatkiš koji se opisuje kao menta "presvučena" crnom čokoladom.
Poslije osam se pojavio 1962. godine, a proizvodio ga je Rowntree. Od 1988. godine je proizvodnja prešla na Nestlé. Prodaje se u Europi i Sjevernoj Americi.
2007. godine Nestlé je počeo dodavati maslac slastici, pa više nije bez mliječne masti. 